# Hans Fahlén
Hans Gunnar Fahlén, född 1 februari 1964 i Åre församling, Jämtlands län är en svensk tv-programledare. 
Hans Fahlén är känd för att ha lett TV-program, som bland annat När och fjärran, Spårlöst, Farmen, Camp Molloy och Fortet i TV4 samt ID i Kanal 5. 
Som ung åkte Hans Fahlén puckelpist i världscupen och landslaget (som bland annat förklarar kunskapen och intresset för utförsåkning han visat upp i När och fjärran), vilket också hans bror Lars Fahlén gjorde. De var även lärare i Freestylecamp-kursen som hölls i Åre.
Fahlén är bosatt i Sollentuna kommun. Han var 2003–2009 gift med Kristin Kaspersen. Hans Fahlén började liksom Kaspersen sin tv-karriär på TV Åre, som grundades 1976, och Fahlén har vid ett antal tillfällen samarbetat med turistbolag i Åre såsom Skistar Åres värdskapsprocess och vissa event. Hans Fahlén har ett eget filmbolag, Fahlén Film AB.